# Ровередо-ін-П'яно
Ровередо-ін-П'яно (італ. Roveredo in Piano, вен. Roveredo in Piano) — муніципалітет в Італії, у регіоні Фріулі-Венеція-Джулія,  провінція Порденоне.
Ровередо-ін-П'яно розташоване на відстані близько 460 км на північ від Рима, 105 км на північний захід від Трієста, 10 км на північний захід від Порденоне.
Населення — 5962 особи (2014).
Щорічний фестиваль відбувається 24 серпня. Покровитель — святий Варфоломій.

## Демографія
Населення за роками:

Станом на 1 січня 2023 року в муніципалітеті офіційно проживали 373 іноземці з 50 країн, серед них 165 громадян країн Євросоюзу та 25 громадян України.

## Сусідні муніципалітети
- Ав'яно
- Фонтанафредда
- Порчія
- Порденоне
- Сан-Куїрино